# Koji Sakamoto
Koji Sakamoto (Shiga, 3 december 1978) is een Japans voetballer.

## Carrière
Koji Sakamoto speelde tussen 1997 en 1999 voor Júbilo Iwata. Hij tekende in 2000 bij Shonan Bellmare.